# Les Pétroleuses (film)
Pour le mythe à propos des femmes de la Commune de Paris, ou l'ouvrage dédié, voir Pétroleuse et Les « Pétroleuses » (livre).
Pour plus de détails, voir Fiche technique et Distribution.
Les Pétroleuses est un film franco-italo-hispano-britannique réalisé par Christian-Jaque, sorti en 1971.

## Synopsis
Louise et ses quatre sœurs forment une bande de hors-la-loi. Après une énième attaque de train, elles décident de prendre leur retraite après avoir découvert dans leur butin le titre de propriété d'un ranch, Little P. Mais une fois arrivées, elle se heurtent à l'hostilité de Maria Sarrazin, qui a découvert que le ranch en question était pétrolifère et qui veut se l'approprier.

## Fiche technique
- Titre : Les Pétroleuses
- Réalisation : Christian-Jaque, assisté de Jean Couturier
- Scénario : Marie-Ange Aniex, Daniel Boulanger, Clément Bywood et Jean Nemours d'après une histoire de Eduardo Manzanos Brochero
- Photographie : Henri Persin
- Montage : Nicole Gauduchon
- Musique : Francis Lai
- Décors : Fabio Rinaudi
- Costumes : Rosine Delamare
- Producteurs : Francis Cosne, Raymond Erger
- Sociétés de production : Société Nouvelle de Cinématographie (SNC), Copercines  (Madrid), Films EGE (Paris), Francos Films, Hemdale Group, Vides Cinematografica (Rome)
- Société de distribution : Société Nouvelle de Cinématographie (SNC)
- Pays de production :  France |  Italie |  Espagne |  Royaume-Uni
- Langue : français, anglais
- Tournage : du 18 juin 1971 au mois d'octobre 1971
- Format : couleur (Eastmancolor) — 35 mm — 1,85:1 — Son : Mono
- Genre : comédie, western, action
- Durée : 94 minutes
- Dates de sortie : 
  - France : 16 décembre 1971
- Affiches : Jacques Vaissier (France), Enzo Nistri (Italie)

## Distribution
- Brigitte Bardot : Louise / « Frenchie King »
- Claudia Cardinale : Maria Sarrazin
- Michael J. Pollard : le shérif
- Patty Shepard : Petite-Pluie
- Micheline Presle : Tante Amélie
- Henri Czarniak : Doc Miller
- Georges Beller : Marc
- Teresa Gimpera : Caroline
- Emma Cohen : Virginie
- Patrick Préjean : Luc
- Riccardo Salvino : Jean
- Valéry Inkijinoff : Spitting Bull
- Denise Provence : Mme Letellier
- Leroy Haynes : Marquis
- Jacques Jouanneau : M. Letellier
- Raoul Delfosse : Le Cornac
- France Dougnac : Elisabeth